# The Forged Bride
The Forged Bride er en amerikansk stumfilm fra 1920 af Douglas Gerrard.

## Medvirkende
- Thomas Jefferson som Bill Butters
- Mary MacLaren som Peggy
- Harold Miller som Dick Van Courtland
- Dorothy Hagan
- J. Barney Sherry som Clark Farrell
- Dagmar Godowsky som Clara Ramerez